# 2006 à la télévision
| Années de la télévision : 2003 - 2004 - 2005 - 2006 - 2007 - 2008 - 2009    |
| Décennies de la télévision : 1970 - 1980 - 1990 - 2000 - 2010 - 2020 - 2030 |

Cet article présente les faits marquants de l'année 2006 à la télévision.

## Événements
- printemps : Début de médiatisation du mouvement anti-CPE, commencé depuis le mois de février dans les universités françaises, avant de devenir le sujet principal des débats télévisés. Beaucoup reproche aux médias de ne pas montrer la réalité du mouvement et d'avoir défiguré les revendications tandis qu'avec l'amplification du mouvement social, les télévisions du monde entier montrent les images d'affrontement entre CRS, étudiants et casseurs.
- 20 mai : Les commentaires de Michel Drucker à la suite de la victoire du groupe Lordi à l'Eurovision sont considérés comme irrespectueux et chauvins par la scène hard rock.
- 9 juillet : Lors de la finale de la coupe du monde de football en Allemagne, un mauvais geste de Zinédine Zidane sur le footballeur Marco Materazzi lui vaut un carton rouge.
- 10 juillet : Nouvelle habillage et logo pour TF1.
- 24 juillet : Arrêt des émetteurs analogiques terrestres au Tessin (Suisse).
- 13 novembre : Arrêt des émetteurs analogiques terrestres en Engadine (Suisse).
- 24 novembre : Plusieurs associations régionales de réalisateurs signent un Manifeste pour la création audiovisuelle en région. Le manifeste dénonce un revirement de la direction de France 3, principal soutien financier en région, dans sa politique de programmation qui a pour effet non seulement de diminuer la durée des productions régionales mais aussi d'influer sur leur ligne éditoriale, dans un sens plus commercial.

## Émissions
- 1er juillet : sur France 3, Toowam apparaît en remplacement de France Truc, mais qui le sera à son tour le 18 décembre 2009 le même jour que Les Zouzous sur France 5 puis deviendront ensuite Ludo le lendemain le 19 décembre 2009.
- 3 juillet : début du jeu Tout le monde veut prendre sa place (France 2)
- 7 juillet : Club (M6)
- 7 août : Le retour du jeu La Roue de la fortune Présenté par Christophe Dechavanne sur TF1.
- août : Jacques, champion du jeu Tout le monde veut prendre sa place, est éliminé après 12 victoires sur 13 participations et la somme de 15 900 €. C'est lui qui détient le quatrième record mondial de participations successives à un jeu télévisé à ce jour[Quand ?].
- 4 septembre : Toute une histoire (France 2)
- 16 septembre : On n'est pas couché (France 2)
- 25 septembre : Premier numéro de Ce soir ou jamais, sur France 3.
- septembre : Caroline, championne du jeu Tout le monde veut prendre sa place, est éliminée après 16 victoires sur 17 participations et la somme de 23 100 €.
- 3 octobre : L'Alternative Live (M6)
- 2 novembre : Première émission La France a un incroyable talent (M6)
- 6 novembre : Pascal, champion du jeu Tout le monde veut prendre sa place, est éliminé après 11 victoires sur 12 participations et la somme de 19 500 €. C'est lui qui détient le cinquième record mondial de participations successives à un jeu télévisé à ce jour[Quand ?].
- 29 novembre : Mathias, champion du jeu Tout le monde veut prendre sa place, est éliminé après 15 victoires sur 16 participations et la somme de 19 200 €. C'est lui qui détient le troisième record mondial de participations successives à un jeu télévisé à ce jour[Quand ?].
- 22 décembre : Virginie, championne du jeu Tout le monde veut prendre sa place, est éliminée après 16 victoires et la somme de 22 400 €. C'est elle qui détient le record mondial de victoires successives à un jeu télévisé à ce jour[Quand ?].
- 31 décembre : sur TF1, la dernière de l'émission TF! Jeunesse, le même jour que le Club Disney.
- Aux frontières de la Chine (France 5)

## Séries télévisées
- 3 janvier : Début de la cinquième saison de Scrubs aux États-Unis.
- 24 mars : Début de la série télévisée américaine Hannah Montana sur Disney Channel mettant en vedette Miley Cyrus et Billy Ray Cyrus.
- 14 mai : Après deux mandats du président démocrate Jed Barlet, un nouveau président entre À la Maison-Blanche et marque la fin de la série du même nom, après 7 saisons diffusées sur NBC.
- 15 avril : diffusion de la saison 2 de Doctor Who sur France 4.
- 21 mai : La série américaine Charmed s'arrête après 8 saisons. The WB diffuse le dernier épisode de la série qui s'intitule Forever Charmed. La dernière saison est diffusée le samedi soir sur M6 dès octobre 2006.
- 23 mai : M6 entame la diffusion de Desperate Housewives qui s'impose comme une série événement face à la Coupe du monde de football.
- 28 juin : Début de la série Esprits Criminels sur TF1 l'un des succès de la chaine en prime-time
- 3 juillet : TF1 diffuse la première saison de Grey's Anatomy. La série est un énorme succès et finit même par être diffusée à une heure de grande écoute.
- 21 août : Sci-Fi Channel décide d'arrêter la série Stargate SG-1 au bout de 10 saisons. La série se poursuit en téléfilms : Stargate : L'Arche de vérité et Stargate : Continuum.
- 27 août : Diffusion de la cinquième saison de Scrubs en France, sur TPS Star.
- Automne : La série Prison Break est un succès historique sur M6 en réunissant jusqu'à 7,5 millions de téléspectateurs.
- Automne : Les séries Les Experts et FBI : Portés disparus respectivement sur TF1 et France 2 se retrouvent face à face le dimanche soir. La décision de TF1 de diffuser une série américaine le dimanche soir à la place habituelle d'un film de cinéma crée une polémique.
- 25 novembre : Les Français font leurs adieux aux sœurs Halliwell, M6 diffuse le dernier épisode de Charmed.
- 30 novembre : Début de la sixième saison de Scrubs aux États-Unis.
- 23 septembre : Tom et Jerry Tales, une nouvelle série mettant en scène Tom et Jerry commence à être diffusée aux États-Unis.
- 26 décembre : Diffusion de Tom et Jerry Tales sur France 3.

## Récompenses

### Emmy Awards (États-Unis)
- Meilleur feuilleton ou série dramatique : 24 heures chrono
- Meilleure série d'humour : The Office
- Meilleure série pour enfants et adolescents : Sugar Rush
- Meilleure actrice dans un feuilleton ou une série dramatique : Mariska Hargitay pour le rôle d'Olivia Benson dans New York, unité spéciale
- Meilleur acteur dans un feuilleton ou une série dramatique : Kiefer Sutherland pour le rôle de Jack Bauer dans 24 heures chrono
- Meilleur acteur dans une série d'humour : Tony Shalhoub pour le rôle d'Adrian Monk dans Monk
- Meilleure actrice dans une série d'humour : Julia Louis-Dreyfus pour son rôle dans Old Christine
- Meilleur réalisateur pour un feuilleton ou une série dramatique : Jon Cassar pour l'épisode 07h00-08h00 de 24 heures chrono
- Meilleur scénario pour un feuilleton ou une série dramatique : L'épisode Members Only des Soprano

## Principaux décès
- 24 février : Dennis Weaver, acteur américain (° 4 juin 1924).
- 23 juin : Aaron Spelling, producteur américain de séries télévisées (° 22 avril 1926).
- 30 août : Glenn Ford, acteur américain d'origine canadienne (° 1er mai 1916).
- 19 octobre : Phyllis Kirk, actrice américaine (° 18 septembre 1927).
- 20 octobre : Jane Wyatt, actrice américaine (° 12 août 1910).
- 13 décembre : Keith Larsen, acteur, réalisateur, producteur et scénariste américain (° 17 juin 1924).